# فرانسوا پیکارد
فرانسوا پیکارد (فرانسوی: François Picard‎؛ زادهٔ ۲۶ آوریل ۱۹۲۱ در وییوفرانش سور سئون، رون، درگذشتهٔ ۲۹ آوریل ۱۹۹۶ در نیس) رانندهٔ مسابقات اتومبیل‌رانی فرمول یک اهل فرانسه بود که در فصل ۱۹۵۸ در مجموع در یک گراند پری شرکت کرد، اما موفق به کسب هیچ امتیازی نشد.
پیکارد در ۲۹ آوریل ۱۹۹۶ در نیس درگذشت.